# Кривощёков, Алексей Александрович
Алексе́й Алекса́ндрович Кривощёков (1907—1945) — советский сапёр в Великой Отечественной войне, Герой Советского Союза (20.12.1943). Младший лейтенант.

## Биография
Алексей Кривощёков родился 19 марта 1907 года в Новониколаевске (ныне — Новосибирск). После окончания Калужского строительного техникума и Сибирского строительного института работал строителем в родном городе. С 1936 года был начальником участка, прорабом на стройке свинцового рудника в посёлке Ак-Тюз Кеминского района Фрунзенской области Киргизской ССР. Во второй половине 1930-х годов арестовывался органами НКВД СССР, однако в 1939 году освобождён за отсутствием события преступления.
В 1942 году Кривощёков был призван на службу в Рабоче-крестьянскую Красную Армию. К сентябрю 1943 года старший сержант Алексей Кривощёков командовал взводом инженерно-минной роты 19-й механизированной бригады 1-го механизированного корпуса 37-й армии Степного фронта. Отличился во время битвы за Днепр.
За время наступления советских войск от Харькова до Днепра Кривощёков лично обезвредил 2315 немецких мин. В конце сентября 1943 года взвод Кривощёкова успешно построил из подручных материалов переправу через Днепр в районе села Мишурин Рог Верхнеднепровского района Днепропетровской области Украинской ССР и переправил всю боевую технику бригады и ещё нескольких подошедших следом за ней частей.
Указом Президиума Верховного Совета СССР от 20 декабря 1943 года за «мужество и героизм, проявленные на фронте борьбы с немецкими захватчиками» старшему сержанту Алексею Александровичу Кривощёкову присвоено звание Героя Советского Союза с вручением ордена Ленина и медали «Золотая Звезда» за номером 3559.
После присвоения звания Героя воевал столь же отважно, за подвиги в ходе Белорусской и Висло-Одерской наступательных операциях награждён ещё двумя орденами. Там же на фронте прошёл обучение на краткосрочных офицерских курсах, ему было присвоено воинское звание младший лейтенант.
19 февраля 1945 года командир саперного взвода 19-й механизированной бригады 1-го механизированного корпуса Кривощёков погиб при вражеском авианалёте. Похоронен в польском городе Мыслибуж.
Был также награждён орденом Красного Знамени (7.03.1945) и двумя орденами Красной Звезды (25.09.1943, 30.08.1944).
Дочь Ольга Алексеевна Кривощёкова-Крылова (род. 1940) — художник в области живописи и лепки из глины.